# Fazenda
Pour les articles homonymes, voir Fazenda (homonymie).

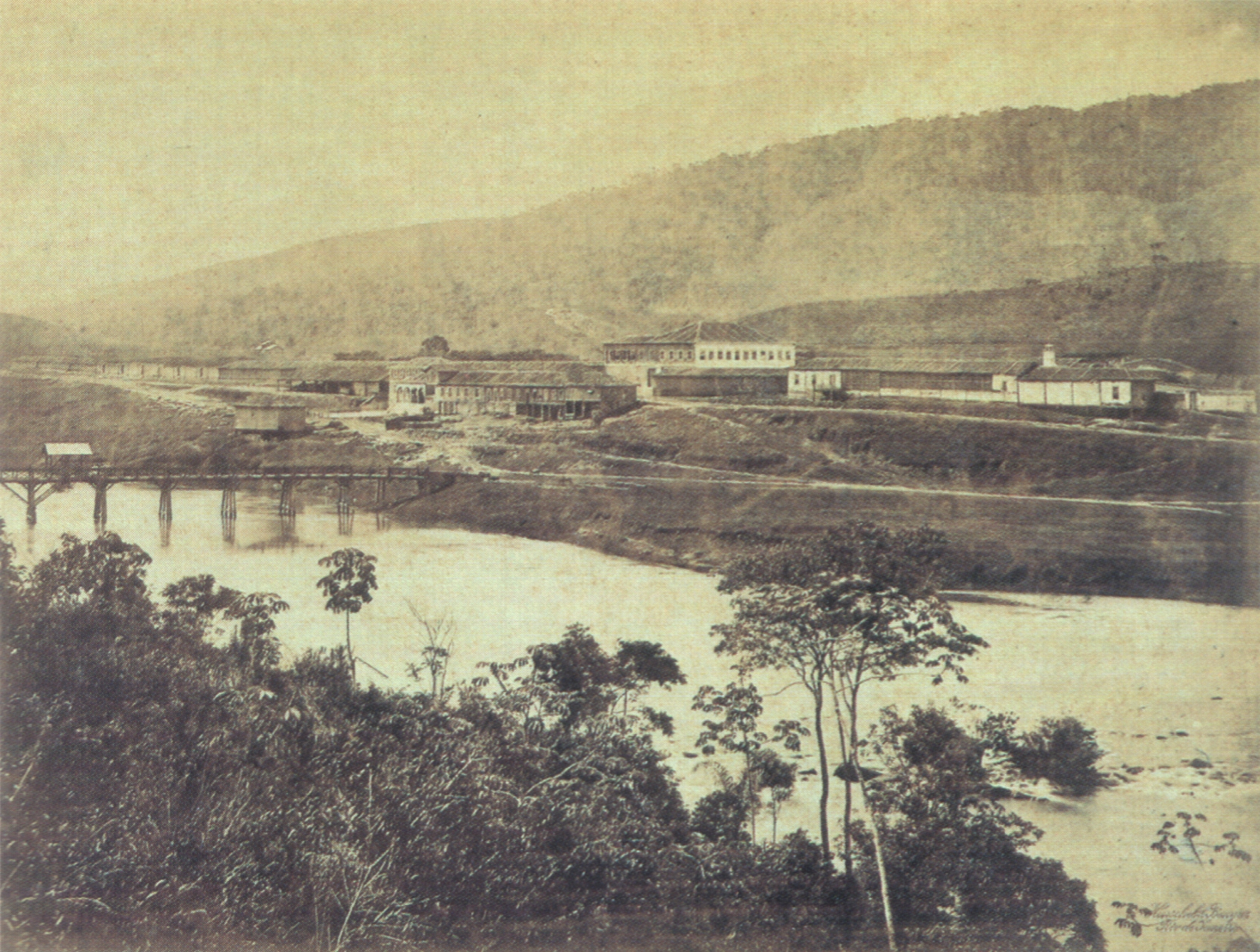
Fazenda de Cachoeira (Alberto Henschel, vers 1875).

Une fazenda est une grande propriété au Brésil.
La fazenda est un domaine agricole de grande taille qui est consacré aux cultures ou utilisé pour l'élevage de bétail. Dans les deux cas, il s'agit d'une exploitation extensive.
L'existence des fazendas témoigne de l'inégalité qui caractérise la répartition des terres au Brésil : moins de 1 % des exploitants occupe 44 % de l'espace agricole, utilisé sous la forme de fazendas de plus de 1 000 hectares (10 km2). À l'inverse, 40 % des agriculteurs occupent moins de 1,2 % de la surface cultivable.